# Esprú tropical
O Esprú Tropical, também conhecido como enteropatia ambiental, é uma doença de má absorção tipicamente registrada em regiões tropicais, caracterizada por aplanamento anormal das vilosidades e inflamação da mucosa intestinal. Difere significativamente da doença celíaca (às vezes também chamada de esprú celíaco).

## Sinais e Sintomas
A doença geralmente debuta com um ataque de diarreia aguda, febre e mal-estar após o qual o paciente ingressa na fase crônica, que consiste de diarréia, esteatorréia, perda de peso, perda de apetite (hiporexia), mal-estar e deficiências nutricionais. Os sintomas do esprú tropical são:
- Diarreia
- Esteatorreia (fezes oleosas e mal cheirosas)
- Indigestão
- Cólicas
- Perda de peso e desnutrição
- Fatiga

Se não tratada, a doença pode levar a deficiências de vitaminas e nutrientes. Estas deficiências podem ter os seguintes sintomas:
- Deficiência de Vitamina A: hiperqueratose ou descamação da pele
- Deficiência de Vitamina B12 e Ácido Fólico: anemia
- Deficiência de Vitamina D e Cálcio: espasmos, dores ósseas, formigamento e dormência
- Deficiência de Vitamina K: hematomas

## Etiologia
A causa do esprú tropical permanece desconhecida, porém algumas hipóteses sugerem causas infecciosas (bacteriana, viral, parasitária e por amebas) e deficiências nutricionais de ácido fólico como possíveis desencadeantes da doença.
Na doença celíaca (também conhecida como esprú não tropical), o quadro sintomatológico e anatomopatológico semelhantes são causados por um distúrbio autoimune desencadeado pelo consumo de glúten.

## Tratamento
Uma vez diagnosticado, o esprú tropical pode ser tratado com um curso de antibióticos, tipicamente tetraciclina ou cotrimoxazol (sulfametoxazol/trimetoprim), por 3 a 6 meses, acompanhado por uma suplementação de vitamina B12 e Ácido Fólico para corrigir a anemia e outros transtornos potenciais. 

## Prognóstico
O prognóstico para o esprú tropical é excelente. Geralmente não recorrem em pacientes que contraem a doença durante viagens a regiões afetadas. A taxa de recidiva em nativos destas regiões é de cerca de 20%.